# Prolepsis (stijlfiguur)
Prolepsis, ook vooropstelling of voorafname is een stijlfiguur waarbij het zinsdeel dat de aandacht moet krijgen als eerste wordt genoteerd. Het wetenschappelijk bestuderen van prolepsen wordt proleptologie genoemd.

## Isolerende vooropstelling
Hierbij wordt een zinsdeel uitdrukkelijk vooropgezet. Het verschil met de inversie is dat bij de prolepsis het vooropgaande wordt geïsoleerd, meestal door een komma. Prolepsis kan het meest worden aangetroffen in de spreektaal.
- Zo'n jurk, die ga ik echt niet aantrekken!
- Die auto, die heeft-ie net gekocht en er zitten nu al krassen op.
- Dat meisje, daar heb ik rare verhalen over gehoord.
- Die Nederlandse grammatica, daar word ik zo moe van!
- Pizza, daar kan ik elke dag wel een stuk of drie van naar binnen werken.
- Eindeloze politieke discussies over de Europese Unie, daar worden mensen niet vrolijk van.
- Gelukkig, het was afgegeven op het bureau.
- Dat schilderij - ik vind het niet mooi.
- Zijn tuintje met appelboom, wat heeft hij daar vaak in gezeten.
- En wat zij zong hoorde ik dat psalmen waren (uit: De moeder de vrouw van Martinus Nijhoff)

## Inhoudelijke prolepsis of voorbarige toeschrijving
Deze vorm van prolepsis komt voor wanneer een eigenschap aan een object wordt toegekend, dat die eigenschap pas kan bezitten nadat de handeling is voltooid.
- Een zacht eitje koken
- Een keteltje heet water opzetten
- Iemand een blauw oog slaan
- Een peuk roken

## Grammaticale prolepsis
Men spreekt van een grammaticale prolepsis wanneer een onderwerp uit de bijzin wordt gehaald en als lijdend voorwerp of meewerkend voorwerp in de hoofdzin wordt geplaatst.